# Brooklyn Borough Hall
Brooklyn Borough Hall es un edificio en el centro del borough Brooklyn, Nueva York. Fue diseñado por los arquitectos Calvin Pollard y Gamaliel King en el estilo neogriego, y construido con mármol Tuckahoe bajo la supervisión del superintendente Stephen Haynes.
Se completó en 1848 para ser utilizado como el Ayuntamiento de la antigua ciudad de Brooklyn. En enero de 1898, la ciudad independiente de Brooklyn se fusionó con la ciudad de Nueva York, y el condado de Kings se convirtió en el distrito de Brooklyn, momento en el que el edificio se convirtió en Brooklyn Borough Hall.

## Historia

### Construcción
En 1834, el año en que a Brooklyn se le otorgó el estatuto de la ciudad, el terreno para el ayuntamiento de Brooklyn fue donado por las familias Remsen y Pierrepont, cuyos nombres se conmemoran con los nombres de las calles Remsen y Pierrepont en las cercanías de Brooklyn Heights. Al año siguiente, el arquitecto neoyorquino Calvin Pollard ganó el encargo de diseñar el edificio en un concurso organizado por la ciudad. Se cavaron los cimientos y se colocó la piedra angular para esta estructura en 1836. Sin embargo, las dificultades financieras detuvieron la construcción por completo.
Cuando los fondos volvieron a estar disponibles en 1845, se reanudó la construcción, esta vez de una estructura diseñada por Gamaliel King, que había quedado en segundo lugar después de Pollard en el concurso de diseño de la ciudad, con instrucciones de la ciudad de que el nuevo edificio debía caber dentro de los cimientos ya colocados. King conservó muchos elementos del diseño y la intención originales de Pollard, incluido su estilo neorrenacentista griego, aunque el proyecto se redujo un poco en tamaño. La construcción se completó en 1848.

### Uso
El Palacio de Justicia del Condado de Kings fue construido en 1868, convirtiendo esta área, ahora conocida como Downtown Brooklyn, en un centro gubernamental y una zona comercial muy concurrida. En la década de 1940, el Palacio de Justicia del Condado de Kings y otros edificios cercanos al norte fueron reemplazados por un complejo de juzgados y una plaza frente a Borough Hall. Se encuentra en el extremo sur del Columbus Park y a pocos metros del Cadman Plaza.
El 26 de febrero de 1895, los papeles usados se incendiaron y destruyeron la cúpula y la estatua de la Justicia que se levantaba sobre ella, así como los pisos superiores del edificio; los daños causados por el agua arruinaron las paredes y el techo de la cámara del Consejo Común. Tres años más tarde, se construyó una nueva cúpula victoriana de hierro fundido, diseñada por Vincent C. Griffith y la firma de Stoughton and Stoughton, en la que se colocó una bandera. En 1898, la ciudad de Brooklyn se consolidó en los cinco distritos de la ciudad de Nueva York, y este edificio dejó de ser "City Hall" y se convirtió en "Borough Hall". En 1902, la sala del Consejo Común fue demolida para construir una nueva sala de audiencias, diseñada en estilo Beaux-Arts por el arquitecto de Brooklyn Axel Hedman.
A partir de la década de 1930, hubo numerosas propuestas para arrasar Borough Hall, basadas en argumentos de que ya no desempeñaba ninguna función gubernamental, que su arquitectura no era particularmente notable y que era un monumento a una era extremadamente breve en la historia de Brooklyn. En 1966, el edificio fue designado un hito de la ciudad por la entonces nueva Comisión para la Preservación de Monumentos Históricos de Nueva York. El edificio fue agregado al Registro Nacional de Lugares Históricos el 10 de enero de 1980.
En la década de 1980, el edificio se sometió a una renovación masiva bajo la supervisión de Conklin & Rossant. Las tejas de cobre originales de la cúpula fueron restauradas por Les metalliers Champenois, la misma orfebrería involucrada en la restauración de la Estatua de la Libertad, y la bandera de la cúpula fue reemplazada por una nueva figura de la Dama de la Justicia.
En 2010 la Comisión para la Preservación de Monumentos Históricos de Nueva York declaró a su alrededor el Distrito Histórico de Rascacielos del Borough Hall por cuenta de sus rascacielos históricos.

## Galería

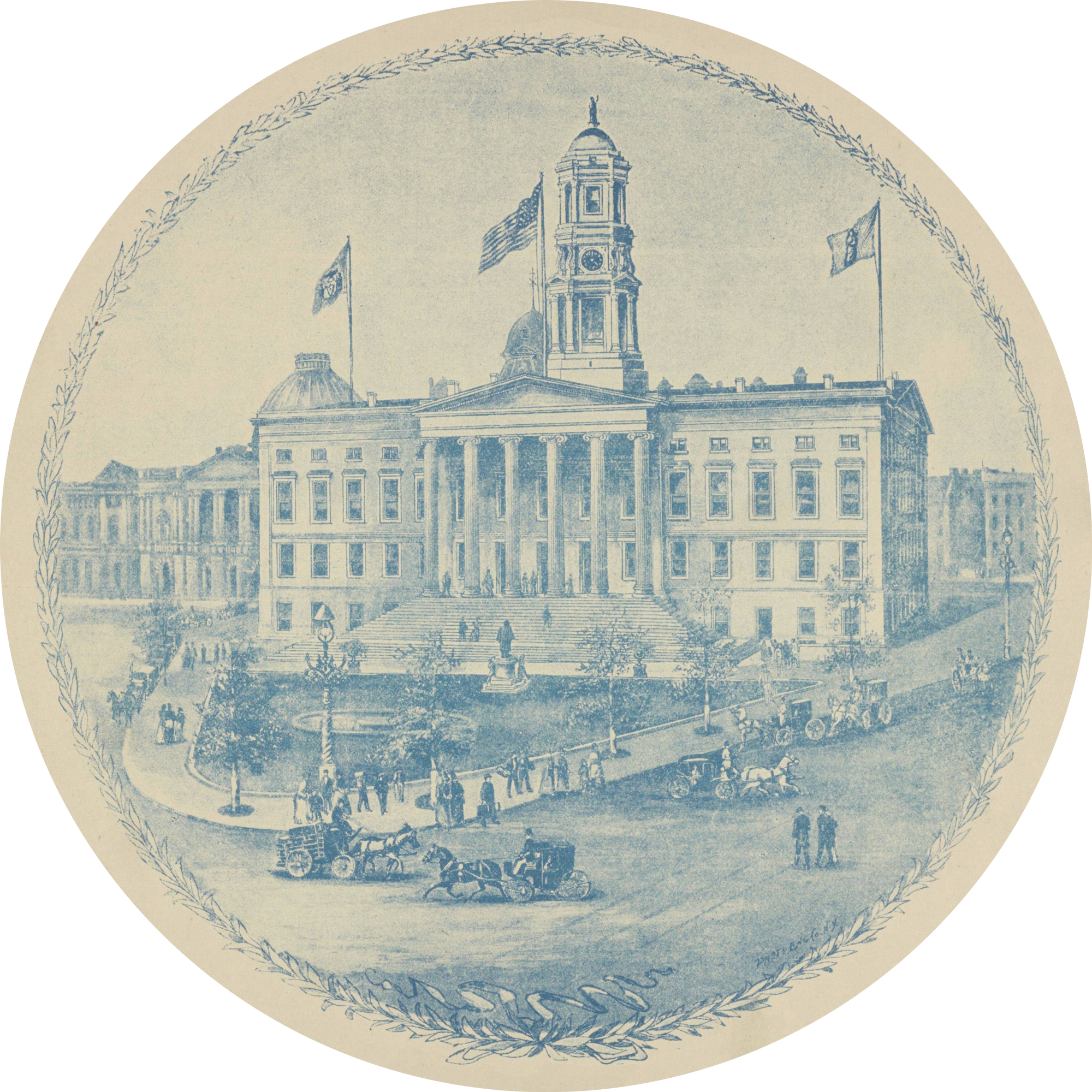
Ayuntamiento de Brooklyn, grabado de 1895
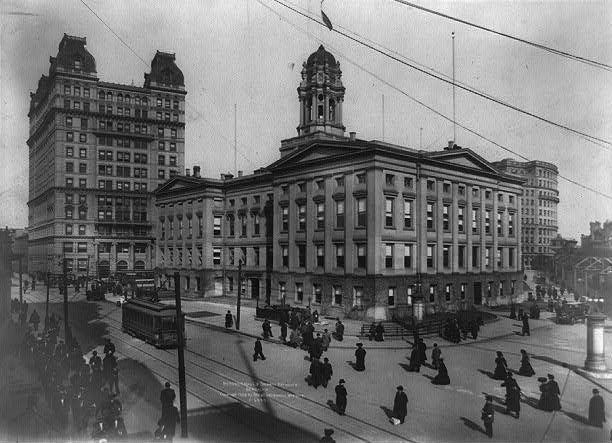
El edificio hacia 1908. A la izquierda, el Temple Bar Building
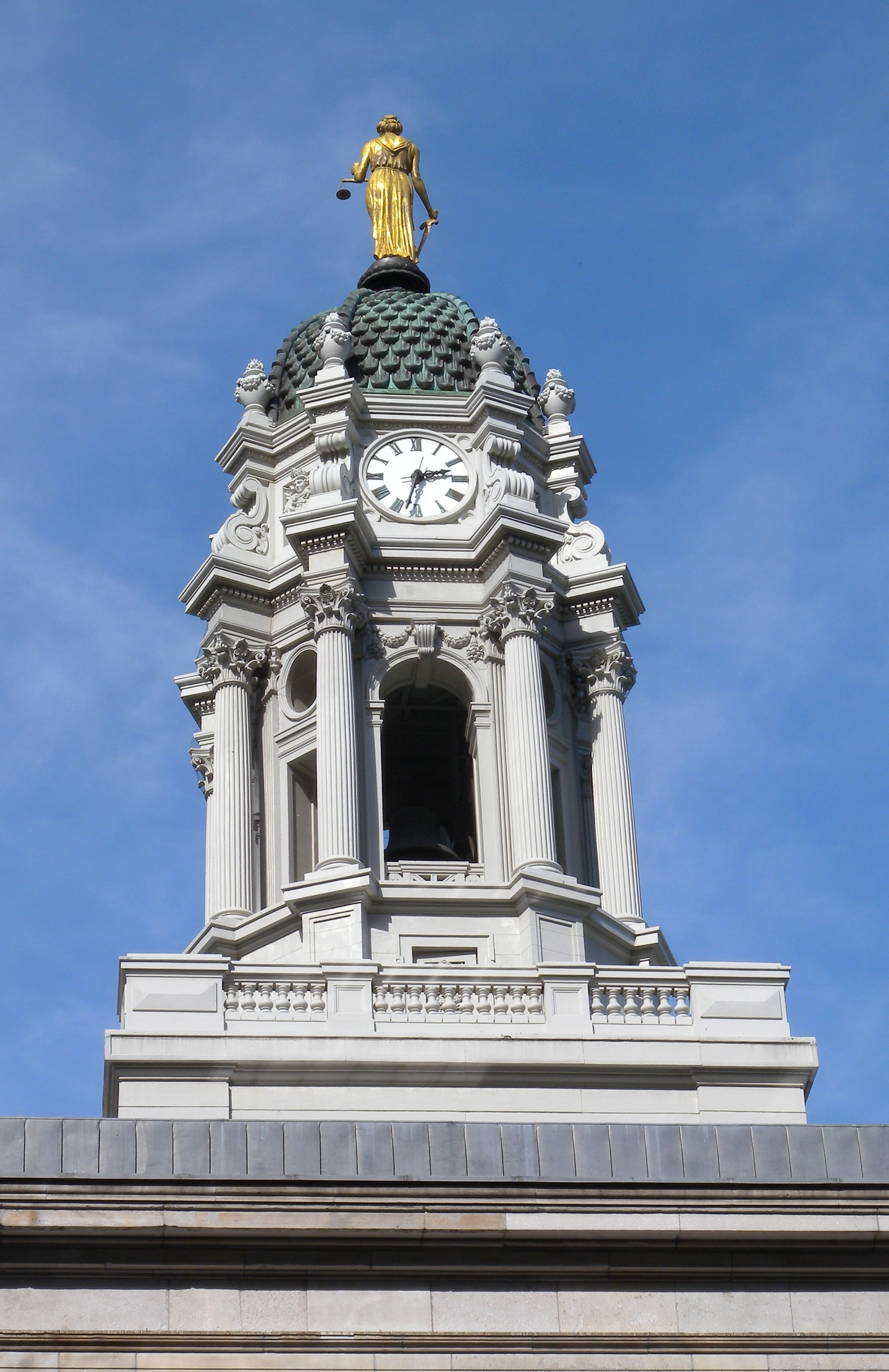
La estatua de la Justicia en la cúpula
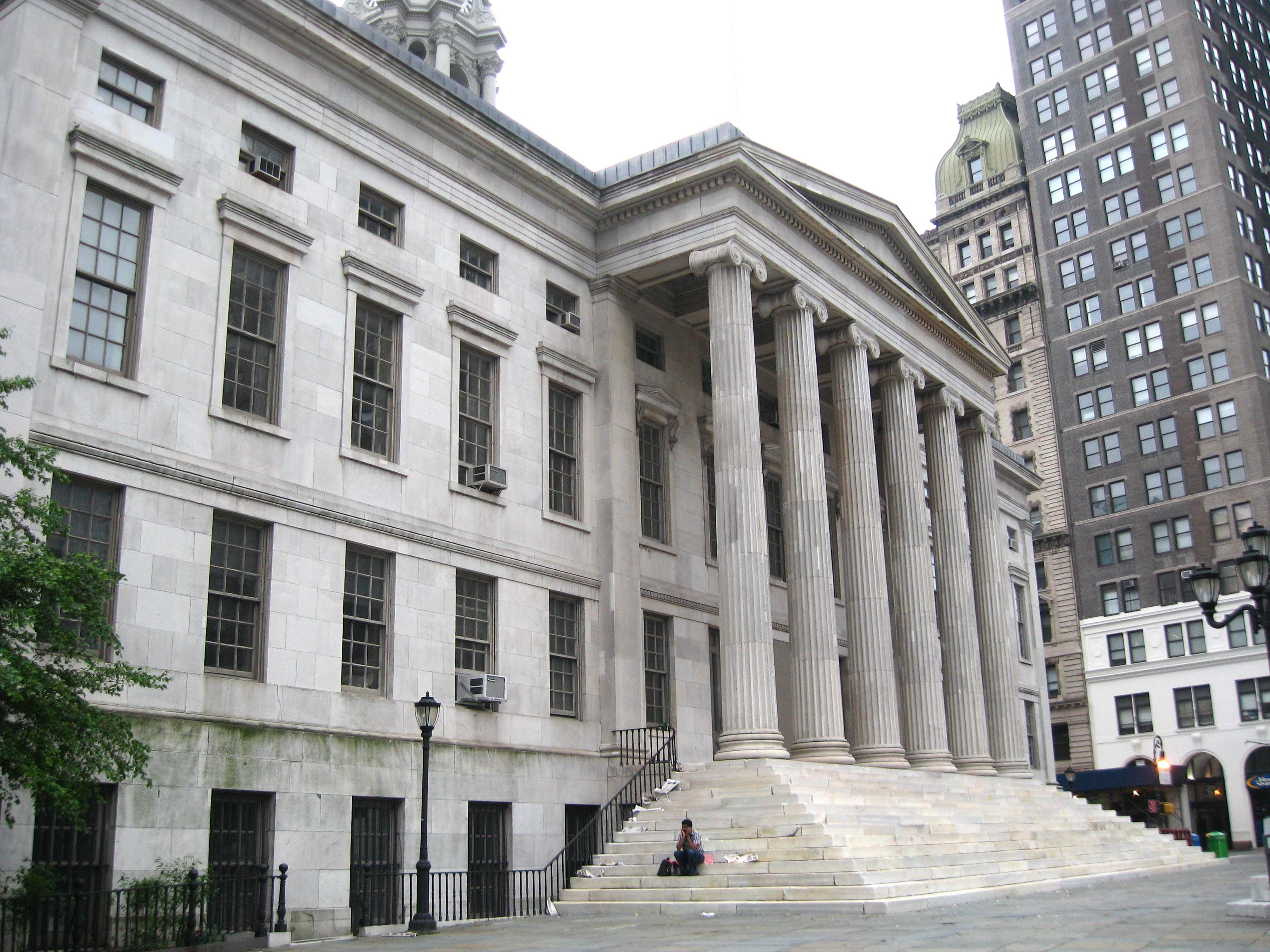
Detalles neoclásicos de la fachada norte
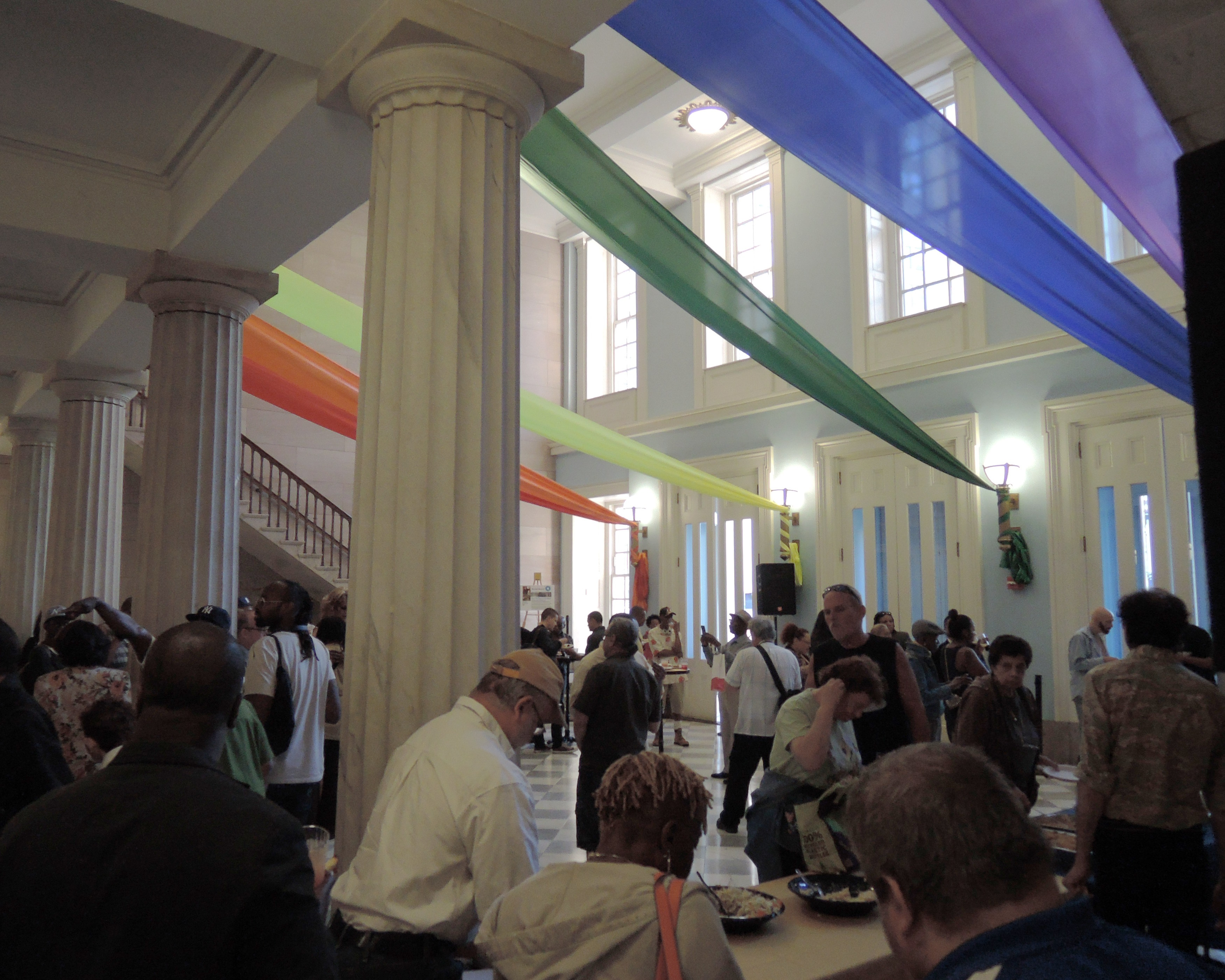
Columnas dóricas en el interior
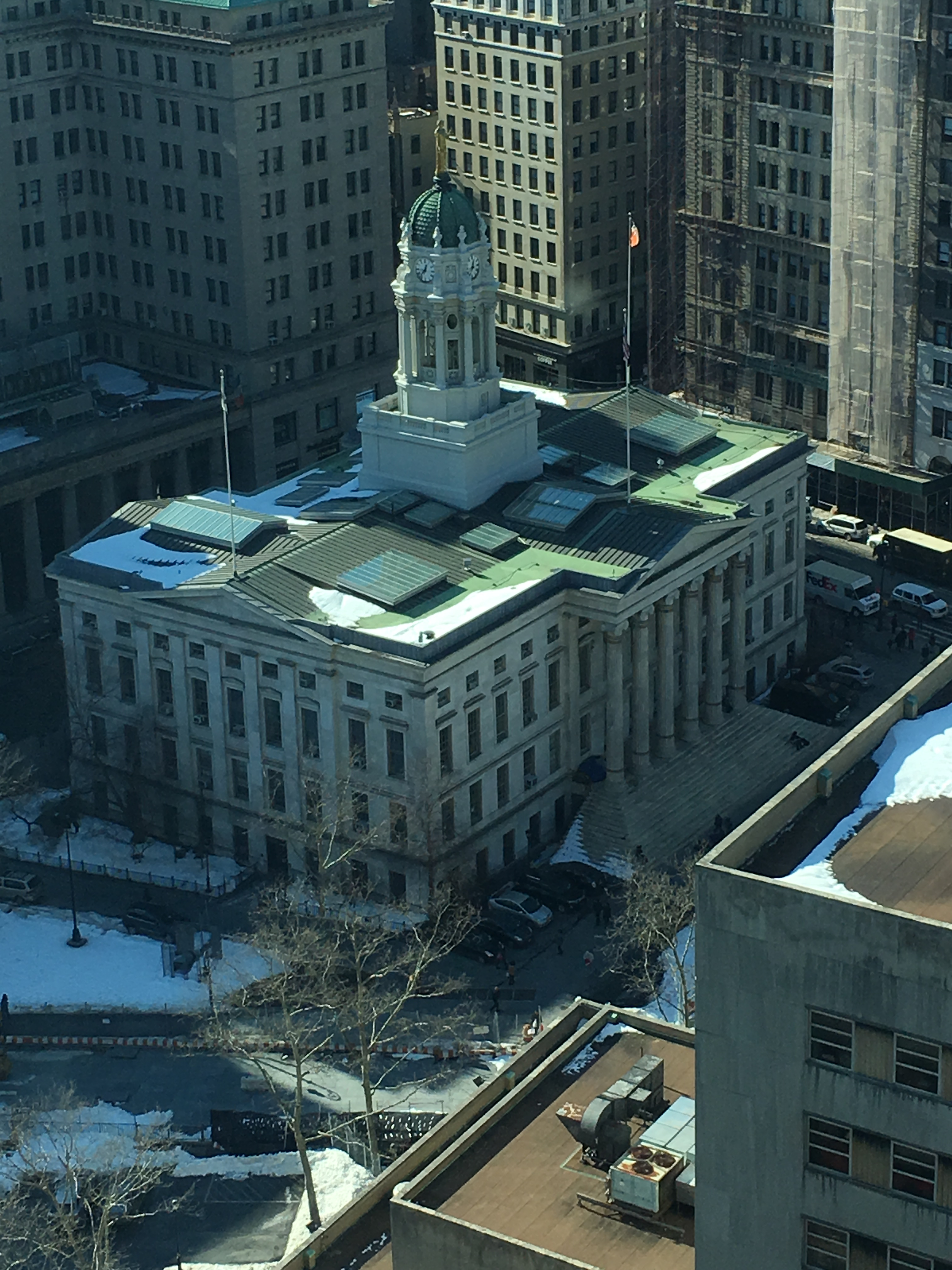
Vista aérea